# Prisão nos quartéis Stauferkaserne

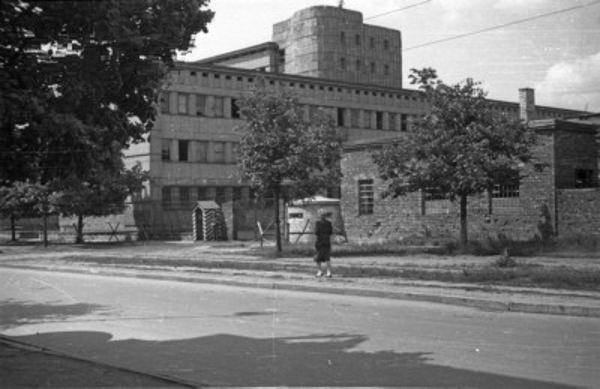
SS-Stauferkaserne. Vista da rua Kazimierzowska.

Prisão em Stauferkaserne – uma prisão provisória, ponto de agrupamento para os habitantes expulsos de Varsóvia, criado pelos alemães nos primeiros dias da Revolta de Varsóvia no terreno do complexo dos quarteis de SS-Stauferkaserne na rua Rakowiecka 4. Em setembro e outubro de 1944 milhares dos habitantes do bairro atravessaram os quarteis das SS de Mokotów. Viveram lá em condições duras, tratados de maneira brutal. Durante a Revolta de Varsóvia no terreno de  Stauferkaserne tiveram lugar várias execuções nas quais foram mortas, pelo menos, 100 pessoas.

## Criação da prisão
Durante a ocupação alemã, o complexo dos edifícios do Estado-Maior do Exército Polaco situado na rua Rakowiecka 4 no bairro varsoviano Mokotów, foi convertido nos quarteis das SS, ou seja, chamados assim SS-Stauferkaserne. No começo da Revolta de Varsóvia estacionou lá o 3.o batalhão auxiliar dos Granadores Panzer das SS que consistiu em 600 soldados acompanhados pela companhia de tanques. No dia 1 de agosto de 1944 os quarteis foram atacados pelos soldados do AK do batalhão de assalto “Odwet II” e pela grupa de artilheria “Granar” mas o pessoal das SS bem preparado e armado conseguiu repelir o ataque polaco.
Na manhã do dia 2 de agosto o pessoal das SS da guarnição Stauferkaserne começou a pacificar os quartos de Mokotów situados perto dos quarteis. Os habitantes das ruas: Rakowiecka, Puławska, Kazimierzowska, Rejtana, Wiśniowa, Aleja Niepodległości, Asfaltowa, Opoczyńska, Fałata foram expulsos de casas e, com o uso da violência física, conduzidos a Stauferkaserne. Até às 20h00, centenas dos civis tiveram de esperar na chuva no pátio dos quarteis. O pessoal das SS fuzilou acima das suas cabeças, fortalecendo o ambiente da pânica. Depois fez o discurso o comandante da guarnição, SS-Obersturmführer, Martin Patz. Declarou que todos eram presos como reféns e se a Revolta não caísse em três dias, todos seriam fuzilados. Além disso, anunciou que a morte de cada um alemão vai significar a execução para os rebeldes. Os homens foram separados de mulheres e crianças. Ambos grupos foram colocados noutros edifícios dos quarteis. A maioria de mulheres e crianças foi libertada no dia seguinte.
Nos dias seguintes a Stauferkaserne chegaram mais habitantes de Mokotów – sobretudo os homens. Os quarteis começaram a ser uma prisão provisória e um ponto de agrupamento para os habitantes expulsos do bairro. Funcionou, mais ou menos, até a metade de setembro de 1944, mas muitos polacos foram forçados a estar ali até aos começos de outubro. Depois da presença mais curta ou longa em Stauferkaserne, os prisioneiros foram exportados ao campo temporal em Pruszków ou aos outros pontos de agrupamento criados pelos alemães para a população expulsa de Varsóvia.

## Condições de vida dos prisioneiros
O primeiro grupo dos homens que foi forçado a chegar a Stauferkaserne, recebeu comida e bebida no dia seguinte, algumas pessoas – depois de três dias. Desde 5 de agosto os alemães permitiram que as mulheres polacas trouxessem a comida para os próximos presos. Mas umas vezes aconteceu que o pessoal das SS viu as polacas com a bandeira branca e tinha fuzilado. Algumas mulheres foram mortas ou feridas.
Um dos prisioneiros, Zbigniew Bujnowicz, disse que as condições nos quarteis pareciam as condições nos campos de concentração. Às 5h30 todos tiverem de acordar, teve lugar um apelo. Depois do apelo, os prisioneiros tomaram o pequeno-almoço, ou seja, 1-2 biscoitos e café preto. Os prisioneiros trabalharam até a pausa relacionada com o almoço. Às 13h00 comeram uma porção do grão cozido. Depois tiveram de voltar ao trabalho que durou até às 19h00. Depois de duas horas de descanso e jantar, os prisioneiros trabalharam até às 2h00.
O trabalho feito pelos prisioneiros consistiu, por exemplo, em: limpar latrinas com as próprias mãos, desconstruir as barricadas polacas, limpar tanques, enterrar corpos, trabalhar com o terreno dos quarteis (cavar valas), limpar ruas, carregar os carros com os bens roubados pelos alemães. Muitas destas tarefas teve como objetivo o desfalecimento e a humilhação dos prisioneiros. O pessoal das SS abusou da população expulsa sempre que tinha oportunidades. Todos os dias foram cheios da violência física.
As condições duras tanto de vida como de trabalho causaram a inanição total dos prisioneiros. Entre os presos em Stauferkaserne surgiu a epidemia de disenteria. Depois de algum tempo, o grupo de pessoas centrado no inspetor de PCK, Jan Wierzbicki, conseguiu obrigar aos alemães a criar uma equipa sanitária feita dos prisioneiros polacos. No início, a equipa consistiu em 16 membros, mas depois de algum tempo alcançou o número de 60 pessoas – incluindo dois médicos e duas enfermeiras. O pessoal sanitário teve também o próprio camião. Além do tratamento dos polacos em Stauferkaserne, o pessoal sanitário ajudou também a população dos quartos de Mokotów, ocupados pelos alemães (sobretudo na zona das ruas Rakowiecka – Madalińskiego). A equipa sanitária enterrou também os mortos civis e rebeldes. Os membros não podiam ajudar os polacos feridos que foram suspeitos de serem participantes da Revolta.

## Execuções no terreno de Stauferkaserne
No terreno de Stauferkaserne foram assassinados durante a Revolta de Varsóvia, pelo menos, 100 habitantes de Mokotów. Já no dia 3 de agosto (outras testemunham indicam o dia 4 de agosto) os alemães escolheram de qualquer jeito cerca de 45 homens que foram divididos em três grupos de 15 pessoas e fuzilados fora do terreno de Stauferkaserne. Entre os mortos houve um sacerdote ortodoxo que foi forçado a cantar antes do fuzilamento. Os cadáveres foram enterrados no terreno da prisão de Mokotów, à frente de Stauferkaserne. O resto dos prisioneiros foi informado que a execução teve lugar por causa do fuzilamento suposto dos 30 volksdeutsch pelos participantes da Revolta.
No dia 4 de agosto chegou o grupo de 40 homens do edifício situado nas esquinas das ruas Narbutta e Al. Niepodległości. Todos foram fuzilados com metralhadora no pátio dos quarteis. Os feridos foram assassinados com o uso de pistolas.
No terreno dos quarteis tiverem lugar também as execuções individuais conforme as instruções de SS-Obersturmführer, Patz. Um dia, Patz mandou assassinar um homem cuja expressão do rosto desagradável (causada pela saúde) foi considerada como provocação. Quando os prisioneiros começaram a revoltar-se contra o modo destrutivo do trabalho, o pessoal das SS enforcou um deles à frente de toda a gente. A execução foi realizada por um dos mais brutais do pessoal de SS, SS-Rottenführer Franckowiak.
Além disso, uma parte dos homens presos nos quarteis foi exportada nos carros “casota” de Gestapo em direção desconhecida e ficaram desaparecidos. Desta maneira, no dia 9 de agosto desaparecem cerca de 20-40 dos prisioneiros. Na passagem de agosto e setembro, um dia da mesma maneira desapareceram 70 homens. Provavelmente os polacos tivessem sido fuzilados pelo Gestapo em ruínas da Inspeção Geral das Forças Armadas ou em qualquer outro lugar perto da sede de Sicherheitspolizei na Al. Szucha. As mulheres presas nos quarteis foram obrigadas a correr como “escudos vivos” na frente dos tanques alemães.
No dia 8 de agosto Patz enviou uma delegação de 100 mulheres ao coronel “Daniel” que comandou as forças do AK em Mokotów. As mulheres deveriam pedir a capitulação para que os prisioneiros de Stauferkaserne não fossem fuzilados. A chantagem fracassou porque “Daniel” ameaçou fazer o mesmo com os prisioneiros alemães.

## Epilogo
Os edifícios de Stauferkaserne depois da guerra tiveram função da sede do Estado-Maior do Exército Polaco (até hoje em dia). O lugar da morte de mutos habitantes de Mokotów não foi comemorado de nenhuma maneira.
Em 1978 em Colónia começou o processo de SS-Obersturmführer, Martin Patz que foi responsável pela execução de 600 prisioneiros da prisão na rua Rakowiecka 37, realizada no dia 2 de agosto pelos seus dependentes. Em fevereiro de 1980 Patz foi condenado a 9 anos da prisão. Julgado no mesmo processo, Karl Misling foi condenado a 4 anos da prisão.

## Comentários
1. ↑  Pertencentes à 4.a divisão do V Distrito de AK “Mokotów”.
2. ↑  Antes da guerra, Martin Patz era professor de alemão na Universidade de Poznań. Durante a Revolta de Varsóvia o seu batalhão cometeu vários crimes contra a população de Mokotów. Além dos assassinos no terreno de Stauferkaserne, Martin Patz foi responsável pela massacre na prisão de Mokotów e massacre no convento dos jesuítas na rua Rakowiecka. Por eso, é chamado às vezes açougueiro de Mokotów.
3. ↑  Os casos mais graves foram remetidos ao hospital provisório de Siostry Niepokalanki ou ao hospital na rua Chocimska.